# Magnus Samuel Södersten
Magnus Samuel Södersten, född 30 juni 1702 i Söderköping, Östergötlands län, död 29 mars 1777 i Hallingebergs församling, Kalmar län, var en svensk präst.

## Biografi
Magnus Samuel Södersten föddes 1702 i Söderköping. Han var son till kyrkoherden Nicolaus Södersten i Tåby församling och Elisabeth Wibling. Södersten blev 1723 student vid Uppsala universitet och promoverades 1743 till filosofie magister. Han prästvigdes 13 maj 1744 och blev 1755 kyrkoherde i Hallingebergs församling. Södersten avled 1777.

### Familj
Södersten gifte sig 22 april 1756 med Maria Elisabeth Pehrman, dotter av inspektorn Matts Pehrman på Dröpsta och Elisabeth Hultman. De fick tillsammans barnen korpralen Nicolaus Magnus Södersten (1757–1790), Matthias Samuel Södersten (1760–1775), Brita Elisabeth Södersten (1763–1763), Maria Elisabeth Södersten (1766–1864) som var gift med lantbrukaren Carl Anders Molander på Målbäck, Grebo socken, Brita Catharina Södersten (1768–1829) som var gift med provisionshandlaren Peter Granström i Almvik och jägmästaren Erik Johan Södersten (1773–1852).